# Georg Jensen Inc. (New York)
Georg Jensen Inc. was een cadeau- en warenhuis dat bekend stond om Scandinavische importproducten en gevestigd was in het centrum van Manhattan op Fifth Avenue 667 bij 53rd Street van 1935 tot 1968. 

## Geschiedenis
Het bedrijf werd in 1935 opgericht en geleid door Frederik Lunning (1881-1952), die zijn oorspronkelijke winkel in New York, Georg Jensen Handmade Silver, Inc., opgericht in 1923, op West 57th Street 169, tegenover Carnegie Hall, opnieuw uitvond. Georg Jensen Inc. was het familiebedrijf van de Lunnings en de officiële importeur en verkoper van het Deense Georg Jensen-zilver. Vanaf 1936 verspreidde het bedrijf jaarlijks een glanzende postordercatalogus, die voorzien was van foto's van museumkwaliteit. De Slag om de Atlantische Oceaan zorgde er vanaf 1939 voor dat de import werd stopgezet. Dit zette Geord Jensen Inc., dat veel importeerde uit Europa, ertoe aan om Noord-Amerikaanse ambachtslieden aan te stellen, van wie sommigen uit Europa waren geëmigreerd. Het assortiment bestond uit kwaliteitsproducten: zilveren sieraden, gedraaid hout, kunstemaille, tegels en keramiek, en lampen. Vanwege de beperkingen op het gebied van de materialen tijdens de oorlog lanceerde Jensen in het najaar van 1942 'The Lunning Collection', een moderne meubelcollectie bestaande uit 21 ontwerpen van Jens Risom. De ontwerpen werden in eigen huis vervaardigd door  Otto Christiansen, die eveneens stukken ontwierp.
Toen Frederik Lunning in 1952 overleed, werd Georg Jensen Inc. geleid door zijn zoon Just Lunning. Hij overleed plotseling in 1965. Georg Jensen Inc. breidde in 1966 uit met een aparte meubelzaak in Manhattan en satellietwinkels in Manhasset en Scarsdale, New York en in Milburn en Paramus, New Jersey. De beheerders van de nalatenschap van Frederik K Lunning verkochten de Jensen-winkels in 1968, waarmee een einde kwam aan het Lunning-tijdperk van Georg Jensen Inc. In 1978 werd de laatst overgebleven winkel failliet verklaard. 